# Jarysziwka (rejon winnicki)
Jarysziwka (ukr. Яришівка) – wieś na Ukrainie, w obwodzie winnickim, w rejonie winnickim, w hromadzie Łuka-Mełeszkiwśka. W 2001 liczyła 1160 mieszkańców, spośród których 1141 wskazało jako ojczysty język ukraiński, 16 rosyjski, 2 białoruski, a 1 inny